# Ferdinand Karl av Främre Österrike

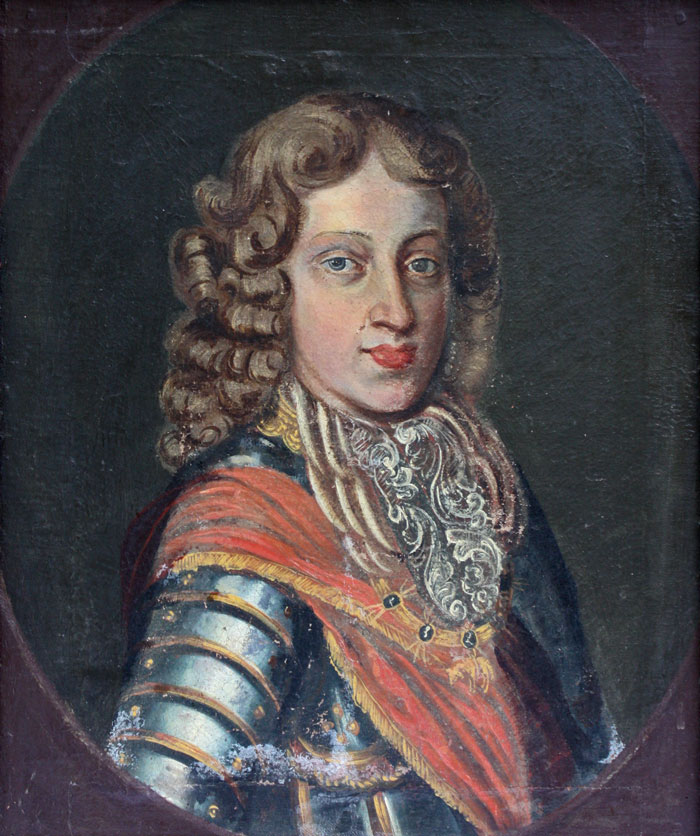
Ferdinand Karl av Främre Österrike

Ferdinand Karl av Främre Österrike, född 1628, död 1662, var regerande hertig av Främre Österrike från 1632 till 1662.